# St. Joseph (Mittelberg)

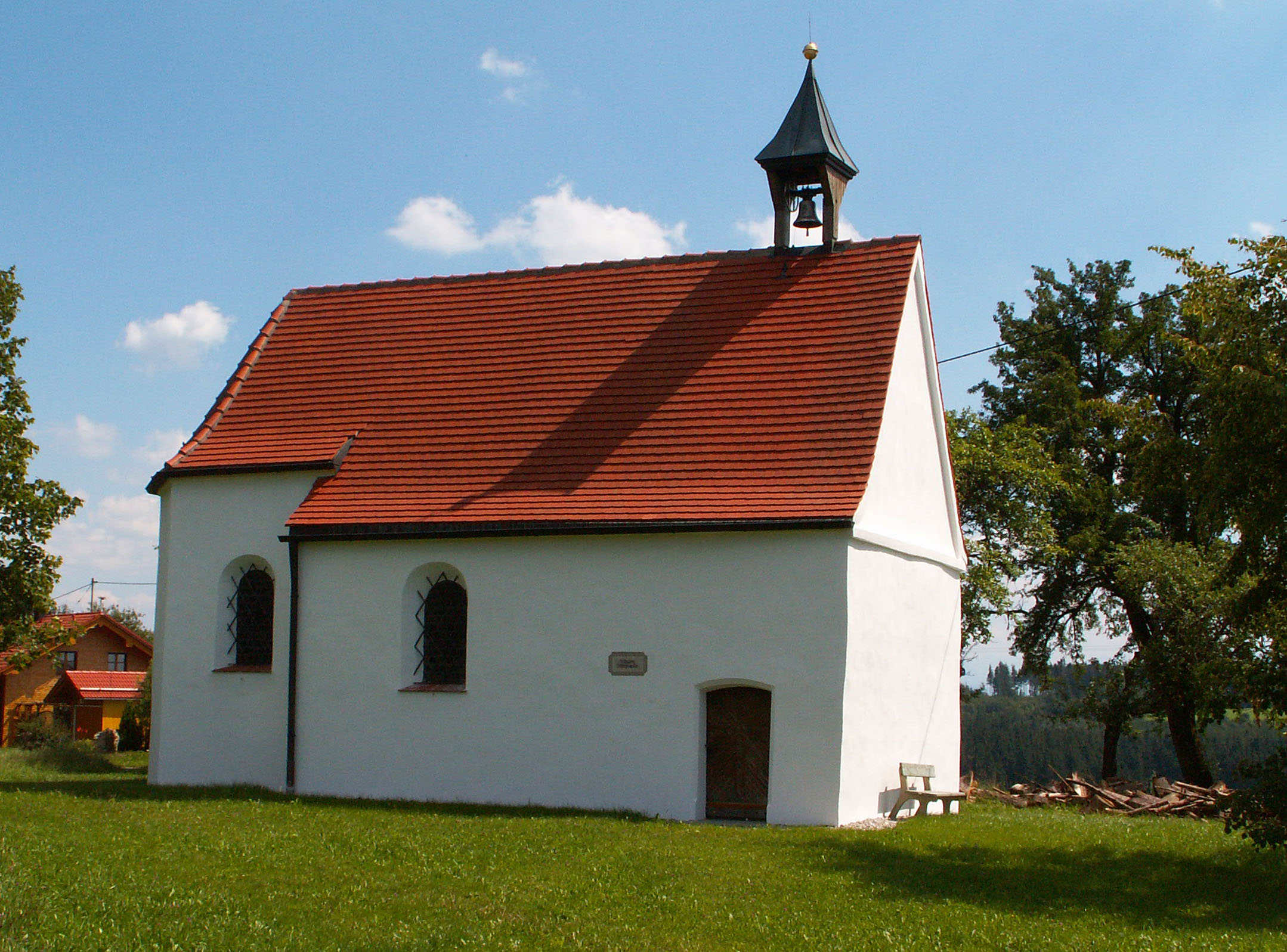
St. Joseph in Mittelberg

Die römisch-katholische Kapelle St. Joseph steht in Mittelberg, einem Gemeindeteil von Günzach im schwäbischen Landkreis Ostallgäu in Bayern. Das Bauwerk ist in der Liste der Baudenkmäler in Günzach als Baudenkmal unter der Nummer D-7-77-138-19 eingetragen.

## Beschreibung
Die in der 2. Hälfte des 17. Jahrhunderts gebaute Saalkirche besteht aus einem Langhaus und einem eingezogenen, dreiseitig geschlossenen Chor im Osten. Aus dem Satteldach des Langhauses erhebt sich ein offener, mit einem Pyramidendach bedeckter Dachreiter, in dem eine kleine Kirchenglocke hängt. Der Innenraum des Langhauses ist mit einer Kassettendecke überspannt. Der Flügelaltar im Chor wurde um 1680 gebaut. Auf den Flügeln sind die Vierzehn Nothelfer dargestellt. Der Kreuzweg wurde 1789 eingerichtet.